# Sopa fría

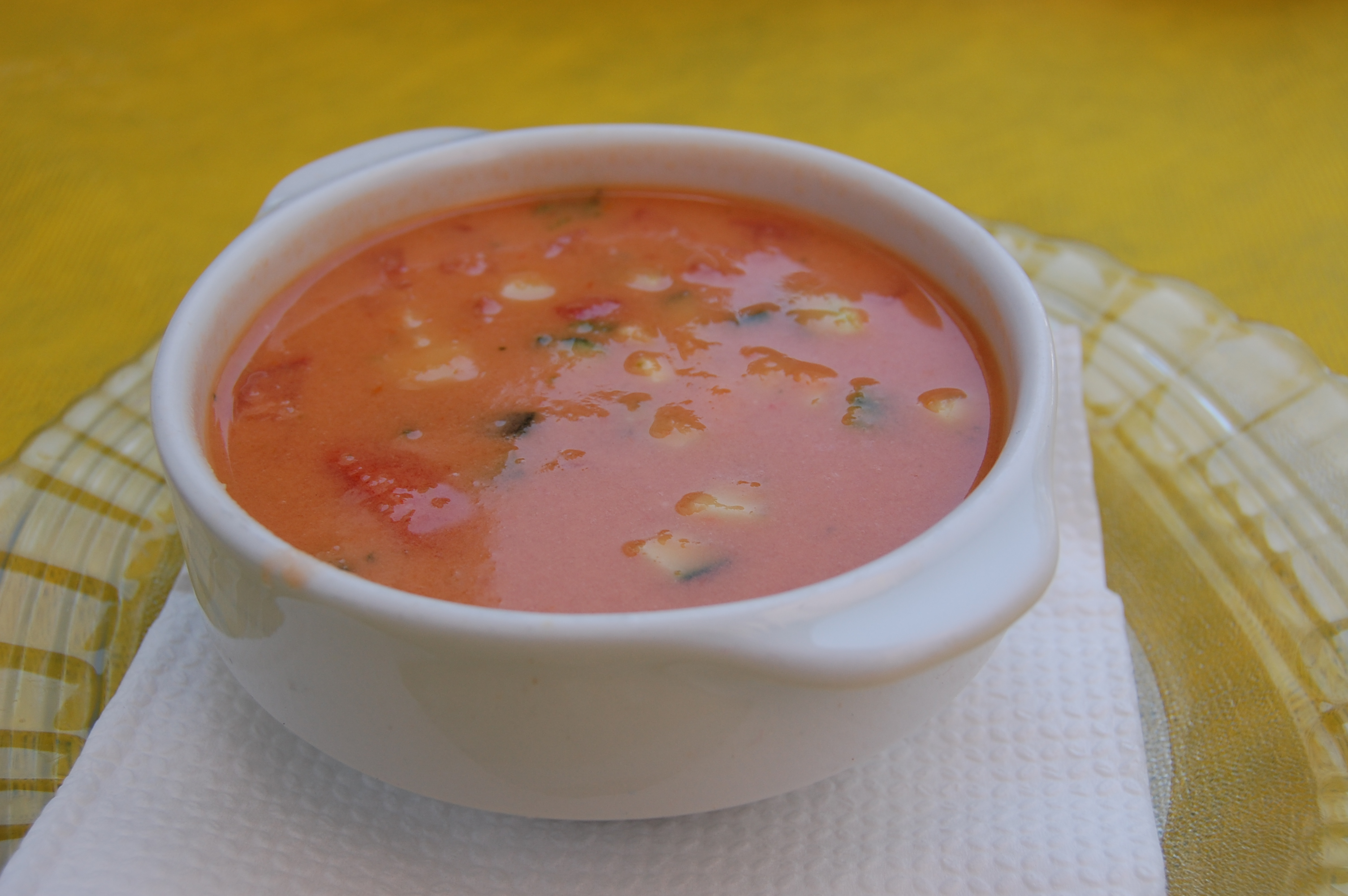
El gazpacho es una sopa fría

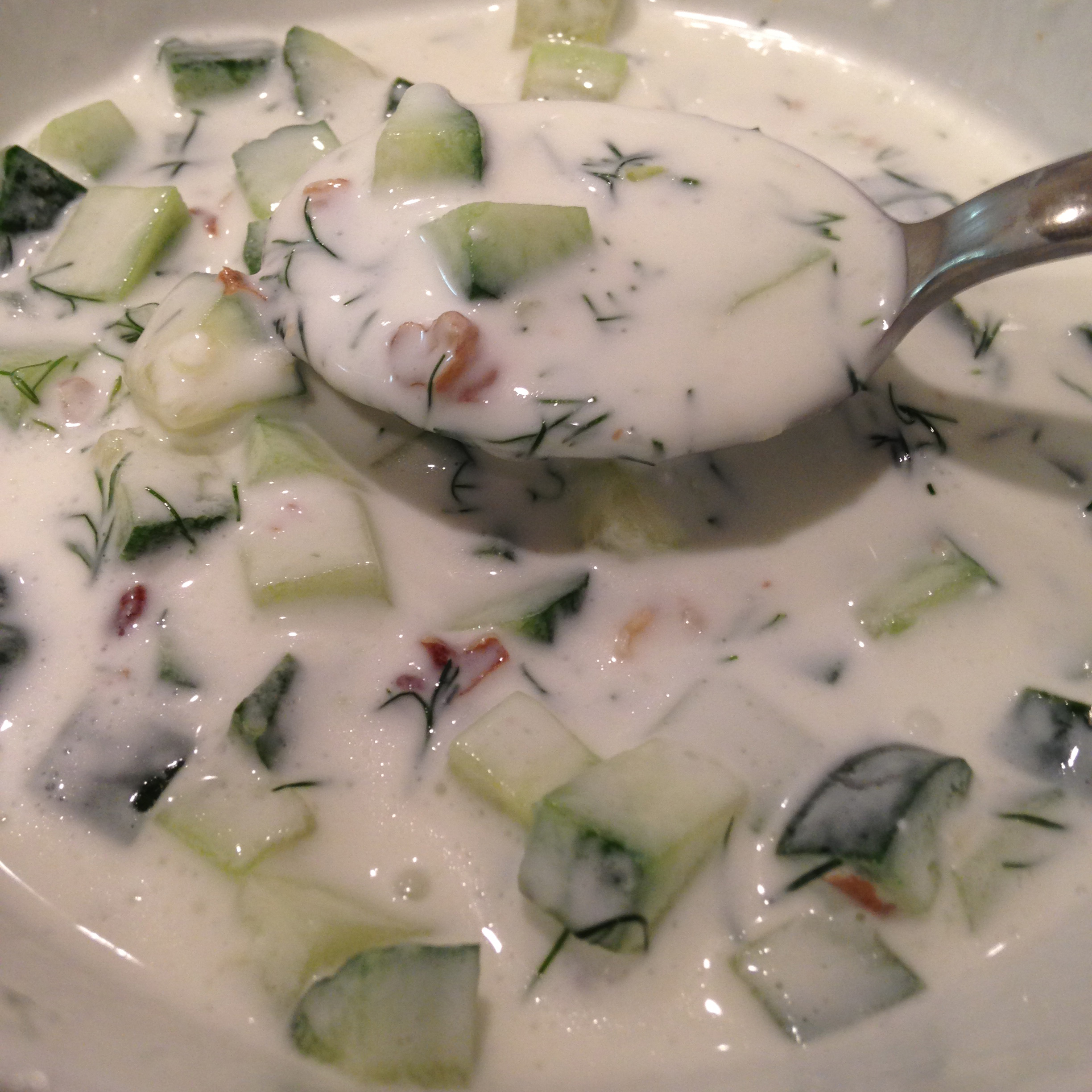
Tarator

Una sopa fría es una preparación culinaria que, siendo de textura líquida o cremosa, se sirve a temperatura inferior a la temperatura ambiente. Muchas veces, se elabora principalmente a base de hortalizas. De esta forma, diversas cocinas del mundo poseen recetas de sopas frías, como puede ser la española con el gazpacho, el ajoblanco y el salmorejo, y la francesa con la vichyssoise, elaborada con puerro. La cocina rusa posee ejemplos como la okroshka. El cacık de la cocina turca, o su similar en la gastronomía de los Balcanes, el tarator, también se pueden considerar como ejemplos de sopa fría.